# Calvarrasa de Arriba
Calvarrasa de Arriba é um município da Espanha na província de Salamanca, comunidade autónoma de Castela e Leão, de área 25,73 km² com população de 193 habitantes (2007) e densidade populacional de 25,92 hab./km².

## Demografia
| Variação demográfica do município entre 1991 e 2004 | Variação demográfica do município entre 1991 e 2004 | Variação demográfica do município entre 1991 e 2004 | Variação demográfica do município entre 1991 e 2004 |
| --------------------------------------------------- | --------------------------------------------------- | --------------------------------------------------- | --------------------------------------------------- |
| 1991                                                | 1996                                                | 2001                                                | 2004                                                |
| 620                                                 | 661                                                 | 662                                                 | 674                                                 |